# Province de Campobasso
La province de Campobasso est une province italienne, dans la région du Molise.
La capitale provinciale est Campobasso.

## Géographie
La province de Campobasso est l'une des deux provinces qui constitue la Molise, elle est bordée au nord par la mer Adriatique et au sud par la province de l'Isernia (deuxième province de la Molise).
Sa capitale est la ville de Campobasso, mais la province de Campobasso possède également la « perle de l'Adriatique », la ville de Termoli.

## Tourisme
Le port de Termoli assure la liaison maritime avec les Îles Tremiti.